# Stams
Stams is een gemeente in het district Imst van de Oostenrijkse deelstaat Tirol.
Stams ligt in het Oberinntal tussen Telfs en Imst. De gemeente bestaat uit de dorpsdelen Thannrain, Windfang, Haslach, Mähmoos en Staudach Hauland. Door de stichting van het cisterciënzerssticht in 1273 door graaf Meinhard II van Tirol werd Stams het geestelijk centrum van de regio.
Tegenwoordig heeft Stams met name op het gebied van het onderwijs een centrale functie. In de gemeente staan de pedagogische academie, het studiecentrum van het bisdom Innsbruck, het gymnasium Meinhardinum en het skigymnasium en -vakschool, waar veel bekende Oostenrijkse schansspringers hun opleiding hebben genoten. In Stams is ook een camping gevestigd. De Stamser Straße (L341) verbindt het dorp met de Tiroler Straße (B171).

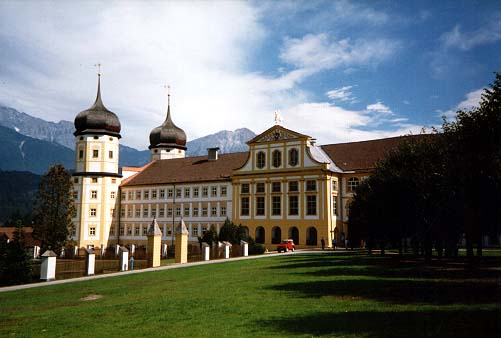
Cisterciënzerssticht Stams

## Cisterciënzerssticht Stams

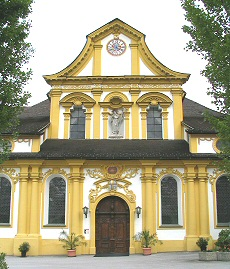
Kerk bij het Stift Stams in Tirol

In 1273 werd het sticht Stams gebouwd in opdracht van graaf Meinhard II en zijn echtgenote Elisabeth van Beieren. Elisabeth was eerder getrouwd geweest met de laatste keizer uit het geslacht Hohenstaufen, Koenraad IV. Bovendien werd het sticht gebouwd om als laatste rustplaats voor graaf Meinhard II te dienen. In 1284 werd de kloosterkerk ingewijd. Na meerdere overvallen, plunderingen en ineenstortingen als gevolg van aardbevingen volgde tijdens de barokke stijlperiode de nieuwbouw van zowel de kerk als het klooster.
De Stichtskerk is van oorsprong een Romaanse basiliek. Tussen 1729 en 1733 werd de kerk door Georg Anton Gumpp uit Innsbruck in barokke stijl verbouwd. De plafondschilderingen in het schip tonen scènes uit het leven van Maria en zijn van de schilder Johann Georg Wolcker uit Augsburg. Het pleisterwerk met reliëfelementen in stucco is van de hand van Franz Xaver Feuchtmayr (Wessobrunner School).
Het prachtige vroegbarokke hoogaltaar in de vorm van een levensboom met 84 sculpturen werd vervaardigd door de houtsnijder Bartlme Steinle (rond 1610) uit Weilheim. Het spreekgestoelte is een werk van Andreas Kölle uit Fendels.
Bij het binnengaan van de kerk is ogenblikkelijk het zogenoemde Österreichische Grab, letterlijk het Oostenrijkse graf, van de Tiroolse kunstenaar Andreas Thamasch te zien. In de kerk zijn meerdere landheren van Tirol begraven, waaronder graaf Meinhard II en zijn echtgenote Elisabeth van Beieren, hertog Frederik IV van Tirol (mit der leeren Tasche, met de lege beurs), aartshertog Sigismund van Tirol (der Münzreiche), Bianca Maria Sforza (tweede echtgenote van keizer Maximiliaan I) en vele anderen. Andreas Thamasch maakte ook de voorstelling van Maria met kind tegenover het spreekgestoelte.
Aan de rechterkant van de kerk is de Heilige-bloed-kapel gebouwd. De Bernardizaal van Georg Anton Gump is de feestzaal van het sticht. Talrijke schilderijen tonen gebeurtenissen uit het leven van de heilige Bernard van Clairvaux.